# Trixa rufiventris
Trixa rufiventris är en tvåvingeart som först beskrevs av Louis-Paul Mesnil 1967.  Trixa rufiventris ingår i släktet Trixa och familjen parasitflugor. Inga underarter finns listade i Catalogue of Life.